# Cantone di Étain
Il Cantone di Étain è una divisione amministrativa dell'arrondissement di Verdun.
A seguito della riforma approvata con decreto del 17 febbraio 2014, che ha avuto attuazione dopo le elezioni dipartimentali del 2015, è passato da 26 a 42 comuni.

## Composizione
I 26 comuni facenti parte prima della riforma del 2014 erano:
- Abaucourt-Hautecourt
- Blanzée
- Boinville-en-Woëvre
- Braquis
- Buzy-Darmont
- Châtillon-sous-les-Côtes
- Damloup
- Dieppe-sous-Douaumont
- Eix
- Étain
- Foameix-Ornel
- Fromezey
- Gincrey
- Grimaucourt-en-Woëvre
- Gussainville
- Herméville-en-Woëvre
- Lanhères
- Maucourt-sur-Orne
- Mogeville
- Moranville
- Morgemoulin
- Moulainville
- Parfondrupt
- Rouvres-en-Woëvre
- Saint-Jean-lès-Buzy
- Warcq

Dal 2015 i comuni appartenenti al cantone sono i seguenti 42:
- Avillers-Sainte-Croix
- Boinville-en-Woëvre
- Bonzée
- Braquis
- Buzy-Darmont
- Combres-sous-les-Côtes
- Dommartin-la-Montagne
- Doncourt-aux-Templiers
- Les Éparges
- Étain
- Fresnes-en-Woëvre
- Fromezey
- Gussainville
- Hannonville-sous-les-Côtes
- Harville
- Haudiomont
- Hennemont
- Herbeuville
- Herméville-en-Woëvre
- Labeuville
- Latour-en-Woëvre
- Maizeray
- Manheulles
- Marchéville-en-Woëvre
- Mouilly
- Moulotte
- Pareid
- Parfondrupt
- Pintheville
- Riaville
- Ronvaux
- Saint-Hilaire-en-Woëvre
- Saint-Jean-lès-Buzy
- Saint-Remy-la-Calonne
- Saulx-lès-Champlon
- Thillot
- Trésauvaux
- Ville-en-Woëvre
- Villers-sous-Pareid
- Warcq
- Watronville
- Woël